# 郭惠妃 (明太祖)
郭惠妃（?—?），明朝初期妃嫔，明太祖朱元璋妃。她是滁阳王郭子兴妾小张氏所生。

## 子女

#### 子
洪武四年八月初八（1371年4月4日）生第十一皇子蜀献王朱椿。
洪武七年七月十八日（1374年8月25日）生第十三皇子代简王朱桂。
洪武十二年（1379年4月30日）生第十九皇子谷王朱橞。

#### 女
洪武九年（1376年）生第十二皇女永嘉贞懿公主。又生皇十五女汝阳公主。

## 影视形象
- 1987年《大明群英》王綺琴 飾 郭天蘭
- 2006年《传奇皇帝朱元璋》边潇潇 饰 郭惠